# جوارديالفييرا
جوارديالفييرا (بالإيطالية: Guardialfiera)‏ هي كومونا في مقاطعة كمبباسة في منطقة مليزة الإيطالية، وتقع على بعد حوالي 30 كيلومترًا (19 ميلًا) شمال شرق كمبباسة.